# Jean-Baptiste Senaillé
Jean-Baptiste Senaillé (* 23. November 1687; † 15. Oktober 1730) war ein französischer Komponist und Violinist des Barocks.

## Leben
Senaillé war der Sohn von Jean Senaillé einem der 'Vingt-quatre Violons du Roy, der vermutlich sein erster Lehrer war. Weiteren Unterricht erhielt er unter anderem bei Jean-Baptiste Anet und Giovanni Antonio Piani. Im Januar 1713 wurde er in die Reihen des von Lully gegründeten Eliteensembles der Vingt-quatre Violons an Stelle seines Vaters aufgenommen. Während eines längeren Aufenthaltes in Italien vervollkommnete er sein Violinspiel, es gilt als nicht gesichert ob dies wie vielfach behauptet bei Tomaso Antonio Vitali, war. Spätestens im Januar 1720 war er wieder in Paris, da er als Geiger in einer Aufführung eines Ballets genannt wird. Ab 1728 trat er regelmäßig als Solist beim Concert spirituel auf, wie verschiedene Berichte im Mercure de France verdeutlichen. Senaillé gehörte zu den französischen Musikern, die den italienischen mit dem französischen Stil in ihren Kompositionen vereinigten. Seine fünfzig Violinsonaten zeichnen sich durch Melodik, violinistische Virtuosität, französische Tanzrhythmen und eine Generalbassbegleitung im italienischen Stil aus. Senaillé gilt als Vertreter des sogenannten gouts réunis, die den französischen und italienischen Musikstil vereinen. Die nach seinem Tod freigewordene Stellung bei den Vingt-quatre Violons erhielt François Francœur.
Es wird angenommen, dass Senaillé im Jahr 1710 beim oben genannten Magistrat angestellt war, höchstwahrscheinlich als Privatmusiker. Es ist davon auszugehen, dass er spätestens um 1720 die vollständige wirtschaftliche Unabhängigkeit von aristokratischem Patronat erlangte, da nach seinem Erstlingswerk alle nachfolgenden Werke ohne Widmungen veröffentlicht wurden. Stattdessen war er dem König direkt unterstellt, was darauf hinweist, dass er eine bedeutende königliche Schirmherrschaft genoss. Senaillé dürfte zusammen mit dem königlichen Honorar mit seinen umfangreichen Veröffentlichungen ein beträchtliches Einkommen erzielt haben und wahrscheinlich auch Musikunterricht gegeben haben soll. 
Eine weitere Veröffentlichung mit Werken Senaillés, unter dem Titel Sonates de Senaillé, arrangiert für Musettes und Drehleier erschien beim Verleger Michel-Charles Le Cène in Amsterdam. Diese Veröffentlichung enthält 16 Sonaten mit jeweils 6 Sätzen.

## Werke
- Premier livre de sonates à violon seul avec la basse continue... (Paris, 1710)
- Deuxième livre de sonates à violon seul avec la basse-continue... (Paris, 1712)
- Sonates a violon seul avec la basse... Livre III (Paris, 1716)
- Quatrième livre de sonates a violon seul avec la basse... (Paris, 1721)
- Sonates à violon seul avec la basse... Oeuvre Ve (Paris, 1727)